# Производное произведение
Производное произведение — это произведение, основанное на одном или нескольких ранее существовавших произведениях, что включает такие элементы, как перевод на другой язык, музыкальную аранжировку, постановку на сцене, художественную обработку, кинопостановку, звукозапись, художественное воспроизводство, конспектирование, сокращение или любые другие действия, при которых произведение может принять новую форму, трансформироваться или адаптироваться. Произведение, состоящее из редакторских исправлений, аннотаций, уточнений или других изменений, которые в целом представляют исходное авторское произведение, также является производным.
Все преобразования защищённой авторской работы, выражающие её иными средствами (например, выражение книги средствами фильма, спектакля — средствами балета), трактуются как производные произведения. То же касается любых изменений, вносящих новые оригинальные художественные элементы.
Владелец авторских прав имеет исключительные права на исполнение или выдачу разрешения на подготовку производных произведений, основанных на произведении, защищённом авторским правом.
В отличие от простой копии, которая не создаёт нового копирайта, производное произведение создаёт новый копирайт. При этом исходный копирайт также сохраняется. Лицо, обладающее авторскими правами на персонажа или скульптуру, имеет эксклюзивные права на создание производных произведений.
Создавая произведение, основанное на производном, вы создаёте новое, защищённое авторским правом произведение. В то же время права на оригинальный объект также остаются и никуда не пропадают. Публиковать производные произведения можно с разрешения автора оригинального произведения.